# مصرف بابل
مصرف بابل مصرف عراقي خاص يقع في بغداد. للمصرف 8 فروع في بغداد، النجف، الموصل.